# Мусульбес, Давид Владимирович
Давид Владимирович Мусульбес (род. 28 мая 1972, Орджоникидзе) — российский и словацкий борец вольного стиля, олимпийский чемпион, двукратный чемпион мира, шестикратный чемпион Европы, Заслуженный мастер спорта России, Заслуженный тренер России. 

## Биография
По национальности грузин.
Начал заниматься спортом во Владикавказе в возрасте 10 лет. Его семья жила в доме напротив спортивного комплекса «Труд», куда он пришёл тренироваться в 1982 году, и где он готовился к своим последним соревнованиям на Олимпиаде в 2008 году. Его тренеры — Савелий Моисеевич Бязров и Казбек Магометович Дедегкаев.
В 1993 году стал чемпионом России в весовой категории до 100 кг. В 1994 году завоевал бронзу чемпионата мира в Стамбуле, затем золото чемпионата Европы во Фрибуре в категории до 120 кг. В этом же году стал обладателем Кубка мира. В 1997 году получил звание заслуженного мастера спорта. В 1996 году выиграл 5 прикидочных схваток, но так и не поехал на олимпийские игры в Атланту. В 2000 году выиграл золото Олимпиады в Сиднее, победив в финале своего земляка Артура Таймазова. Выиграл подряд два чемпионата мира: в Софии в 2001 и в Тегеране 2002 году. В Болгарии он был удостоен титула лучшего спортсмена вольного стиля, став первым борцом супертяжёлой весовой категории, получившим такое профессиональное признание. В 2003 году Мусульбес не смог побороться за звание трёхкратного чемпиона мира из-за того, что ему, как и Бувайсару Сайтиеву, не предоставили визу в США. Не смог принять участие на Олимпийских играх 2004 года в Афинах. Стал старшим тренером национальной сборной России, где проработал 3 года.
На Олимпиаде в Пекине стал членом сборной команды Словакии. На чемпионате Европы в Тампере в 2008 году завоевал серебро, но у его соперника по финалу Давита Модзманашвили оказалась положительная допинг-проба, и золотая медаль была отдана Мусульбесу. В Пекине в возрасте 36 лет завоевал последнюю в своей профессиональной карьере медаль — бронзу Олимпийских игр 2008.
5 апреля 2017 года Мусульбес был объявлен серебряным призёром Игр 2008 года, так как МОК лишил Таймазова золотой медали Игр 2008 года в связи с наличием в его пробах допинга — туринабола и станозолола.
В 2018 году был избран депутатом муниципального собрания Восточное Измайлово г. Москвы.
В 2014 году стал работать под началом главы Москомспорта Алексея Воробьёва, и возглавил Московское среднее специальное училище олимпийского резерва № 1, где работал с 2015 по 2021 гг. В 2021 года является советником президента Олимпийского комитета России, а также президентом Российского союза спортсменов.
Был неоднократно признан лучшим спортсменом Северной Осетии и России.

## Спортивные достижения
- Победитель XXVII Олимпийских Игр 2000 года в Сиднее;
- Серебряный призёр XXIX Олимпийских игр 2008 года в Пекине;
- 2-кратный чемпион мира (София 2001, Тегеран 2002);
- Бронзовый призёр чемпионатов мира (Стамбул 1994, Красноярск 1997);
- 6-кратный чемпион Европы (Фрибур 1995, Варшава 1997, Будапешт 2001, Баку 2002, Рига 2003, Тампере 2008);
- 5-кратный чемпион России (Москва 1993, Санкт-Петербург 1994, Тула 1996, Санкт-Петербург 2000, Якутск 2002);
- Победитель Кубка Мира (1995, 1997);
- Победитель Игр Доброй Воли (Санкт-Петербург 1994).

## Награды
- Заслуженный мастер спорта России
- заслуженный тренер России
- орден Почёта (2001)
- медаль «Во Славу Осетии» (1995)
- орден Дружбы